# Zankjó no Terror
Zankjó no Terror (japonsky 残響のテロル, Zankjó no teroru) je japonský televizní anime seriál, který produkovalo studio MAPPA. Vytvořil jej a režíroval Šin'ičiró Watanabe, postavy navrhl Kazuto Nakazawa a hudbu složila Jóko Kanno. Seriál byl premiérově vysílán od 11. července 2014 do 26. září 2014 na televizní stanici Fuji TV v programovém bloku noitaminA. Příběh pojednává o dvou teenagerech, kteří se pokoušejí svými činy změnit svět.

## Hlavní postavy
- Nine (japonsky ナイン, Nain) / Arata Kokonoe (japonsky 九重 新, Kokonoe Arata)

Dabing: Kaito Išikawa}
Tajnůstkářský mladík s chladnou myslí a klidným chováním, který se s Twelvem přestěhuje do Tokia a začnou spolu navštěvovat střední školu. Ve škole vystupuje pod jménem Arata Kokonoe.
- Twelve (japonsky ツエルブ, Cuerubu) / Tódži Hisami (japonsky 久見 冬二, Hisami Tódži)

Dabing: Sóma Saitó
Tajemný mladík, který se často chová dětinsky a k Ninovi vzhlíží jako ke svému bratrovi. Umí řídit motocykl i sněžný skútr. Ve škole vystupuje pod jménem Tódži Hisami.
- Lisa Mišima (japonsky 三島 リサ, Mišima Risa)

Dabing: Acumi Tanezaki
Stydlivá, zamlklá dívka ze stejné školy, kam přestoupí Nine a Twelve a kteří navždy změní její život. Nevychází dobře se svou matkou.
- Kendžiró Šibazaki (japonsky 柴崎 健次郎, Šibazaki Kendžiró)

Dabing: Šunsuke Sakuja
Člen tokijské policie, který je původně součástí vyšetřovatelského sboru při vyšetřování teroristických útoků v Tokiu, ale je později sesazen na nižší pozici.
- Five (japonsky ハイヴ, Haivu)

Dabing: Megumi Han

## Seznam dílů
| Č. v seriálu | Původní název    | Režie                         | Scénář       | Premiéra v Japonsku |
| ------------ | ---------------- | ----------------------------- | ------------ | ------------------- |
| 1            | Falling          | Juzuru Tačikawa               | Šóten Jano   | 10. července 2014   |
| 2            | Call & Response  | Sajo Aoi                      | Šóten Jano   | 17. července 2014   |
| 3            | Search & Destroy | Minoru Jamaoka                | Šóten Jano   | 24. července 2014   |
| 4            | Break Through    | Sajo Aoi                      | Hiroši Seko  | 31. července 2014   |
| 5            | Hide & Seek      | Juzuru Tačikawa               | Džun Kumagai | 7. srpna 2014       |
| 6            | Ready or Not     | Minoru Jamaoka a Kazuja Iwata | Hiroši Seko  | 14. srpna 2014      |
| 7            | Deuce            | Pjeon-Gang Ho                 | Džun Kumagai | 21. srpna 2014      |
| 8            | My Fair Lady     | Takaši Igari                  | Kenta Ihara  | 4. září 2014        |
| 9            | Highs & Lows     | Akicugu Hisagi a Kendži Mutó  | Hiroši Seko  | 11. září 2014       |
| 10           | Helter Skelter   | Masahiro Mukai                | Kenta Ihara  | 18. září 2014       |
| 11           | VON              | Šin'ičiró Watanabe            | Hiroši Seko  | 25. září 2014       |